# Горск (Брестская область)
Горск (бел. Горск) — деревня в Берёзовском районе Брестской области Белоруссии. Входит в состав Малечского сельсовета.

## География
Деревня находится в центральной части Брестской области, при автодороге Н-84, на расстоянии приблизительно 17 километров (по прямой) к юго-западу от города Берёза, административного центра района. Абсолютная высота — 152 метра над уровнем моря. Площадь населённого пункта — 0,5686 км².

## История
По состоянию на 1905 год, в Горске проживало 314 человек. В административном отношении деревня входила в состав Малечской волости Пружанского уезда Гродненской губернии.
Согласно Рижскому мирному договору (1921), деревня вошла в состав межвоенной Польши. Входила в состав гмины Ревятичи Пружанского повета Полесского воеводства Польши. В 1921 году числилось 177 жителей, проживавших в 25 домах. В этническом составе населения того периода белорусы составляли 94 % и евреи — 5 %. В конфессиональном составе населения преобладали православные христиане (94 %) и иудеи — 5 %.
С 1939 года в БССР, с 1940 года деревня в составе Малечского сельсовета.

## Население
По данным переписи 2019 года, в деревне проживало 52 человека.
| Год  | Население, человек |
| ---- | ------------------ |
| 1905 | 314                |
| 1921 | ↘ 177              |
| 2009 | ↘ 93               |
| 2019 | ↘ 52               |